# Comuna Rădulești, Ialomița
Rădulești (în trecut, Rădulești-Resimnicea, Rădulești-Filitis și apoi Brazii) este o comună în județul Ialomița, Muntenia, România, formată din satele Movileanca, Rădulești (reședința) și Răsimnicea.

## Așezare
Comuna se află în extremitatea nord-vestică a județului, la limita cu județele Prahova și Ilfov, pe malul drept al râului Prahova. Este străbătută de șoseaua județeană DJ101B, care duce spre est la Maia și Adâncata; și spre vest în județul Ilfov la Nuci, Gruiu, Snagov (unde se intersectează cu DN1), Periș și mai departe în județul Dâmbovița la Niculești și Butimanu (unde se termină în DN1A).

## Demografie
Componența etnică a comunei Rădulești
     Români (95,21%)
     Alte etnii (0,26%)
     Necunoscută (4,53%)
Componența confesională a comunei Rădulești
     Ortodocși (92,9%)
     Penticostali (1,45%)
     Alte religii (1,03%)
     Necunoscută (4,62%)
Conform recensământului efectuat în 2021, populația comunei Rădulești se ridică la 1.169 de locuitori, în scădere față de recensământul anterior din 2011, când fuseseră înregistrați 1.358 de locuitori. Majoritatea locuitorilor sunt români (95,21%), iar pentru 4,53% nu se cunoaște apartenența etnică. Din punct de vedere confesional, majoritatea locuitorilor sunt ortodocși (92,9%), cu o minoritate de penticostali (1,45%), iar pentru 4,62% nu se cunoaște apartenența confesională.

## Politică și administrație
Comuna Rădulești este administrată de un primar și un consiliu local compus din 9 consilieri. Primarul, Constantin Micu[*], de la Partidul Social Democrat, este în funcție din 2004. Începând cu alegerile locale din 2024, consiliul local are următoarea componență pe partide politice:
|  | Partid                    | Consilieri | Componența Consiliului | Componența Consiliului | Componența Consiliului | Componența Consiliului | Componența Consiliului | Componența Consiliului | Componența Consiliului | Componența Consiliului |
|  | ------------------------- | ---------- | ---------------------- | ---------------------- | ---------------------- | ---------------------- | ---------------------- | ---------------------- | ---------------------- | ---------------------- |
|  | Partidul Social Democrat  | 8          |                        |                        |                        |                        |                        |                        |                        |                        |
|  | Partidul Național Liberal | 1          |                        |                        |                        |                        |                        |                        |                        |                        |

## Istorie
La sfârșitul secolului al XIX-lea, comuna se numea Rădulești-Resimnicea, făcea parte din plasa Mostiștea a județului Ilfov și era formată din satele Căldărușani, Rădulești-Filitis, Movileanca și Resimnicea, cu o populație totală de 1160 de locuitori. În comună funcționau o fabrică de cognac, o mașină de treierat cu aburi, o școală mixtă și două biserici (una la Rădulești-Filitis și una la Resimnicea). Anuarul Socec din 1925 o consemnează, sub numele de Rădulești, în plasa Fierbinți a aceluiași județ, având în compunere satele Rădulești-Căldărușani, Movileanca, Rădulești-Filitis și Răsimnicea, cu 1668 de locuitori.
În 1950, comuna a trecut în administrarea raionului Căciulați, și apoi (după 1956) în cea a raionului Urziceni din regiunea București, fiind rebotezată atunci Rădulești-Filitis după satul de reședință, pentru a o deosebi de o altă comună Rădulești (formată din satul denumit astăzi Malu Roșu) ajunsă în același raion. În 1964, comuna Rădulești-Filitis a primit numele de Brazii, ca și satul său de reședință. În 1968, a revenit la județul Ilfov, reînființat, tot atunci satul Căldărușani fiind desființat și inclus în satul Brazii (astăzi, Rădulești). În 1981, o reorganizare administrativă regională a dus la transferarea comunei la județul Ialomița. În 2011, comuna a revenit la denumirea de Rădulești.

## Monumente istorice
În comuna Rădulești se află biserica „Sfântul Nicolae”, din satul Rădulești, monument istoric de arhitectură de interes național, datând din 1714, refăcut în 1834.